# Liwā' Qaşabat ‘Ammān
Liwā' Qaşabat ‘Ammān (arabiska: لواء قصبة عمان) är ett departement i Jordanien.   Det ligger i guvernementet Amman, i den norra delen av landet. Huvudstaden Amman ligger i Liwā' Qaşabat ‘Ammān.